# Guayama
Guayama – miasto w południowej części Portoryko. Zostało założone w 1736. Jest siedzibą gminy Guayama. Według danych szacunkowych na rok 2000 miejscowość liczyła 44 301 mieszkańców. Burmistrzem miasta jest Hon. Héctor L. „Gui” Colón.